# Metropolitana di Singapore
La metropolitana di Singapore, nota localmente come SMRT, sigla per Singapore Mass Rapid Transit o più brevemente come MRT, è il sistema di trasporto metropolitano pubblico della città stato asiatica.
Al 2016 la rete conta 170,7 km di binari con 102 stazioni attive, realizzate su rete a scartamento normale. L'infrastruttura è realizzata dall'autorità al trasporto, una divisione del Governo di Singapore, che distribuisce concessioni alle società profit di SMRT Corporation e SBS Transit. Questi operatori gestiscono anche servizi Taxi, facilitando l'integrazione dei trasporti. La rete MRT è completata da un piccolo numero di metropolitane leggere, realizzate a Bukit Panjang, Sengkang e Punggol, che collegano la rete MRT ad alcuni quartieri di housing sociale.

## Storia
Le origini del Mass Rapid Transit (MRT) risalgono a una pianificazione per un trasporto di massa da realizzarsi entro il 1992, pensata nel 1967. Dopo un dibattito sulla sufficienza di un sistema di trasporto esclusivamente su gomma, Ong Teng Cheong giunse alla conclusione che questo sarebbe stato inadeguato, e avrebbe abbisognato di strade ampie e con diverse corsie, in un paese dove lo spazio a disposizione è limitato. I lavori per la realizzazione della rete metropolitana, allora con un costo di 5 miliardi di dollari di singapore, iniziarono il 22 ottobre del 1983 presso la Shan Road. La rete venne realizzata in fasi, con la linea North South, a cui fu data la priorità visto il passaggio nelle aree più nevralgiche della città. Il 14 ottobre dello stesso anno, venne stabilita la Mass Rapid Transit Corporation (MRTC), in seguito chiamata SMRT Corporation; la neonata società si prese la responsabilità della precedente Mass Rapid Transit Authority. Il 7 novembre 1987 venne aperta la prima sezione della linea North South, con 5 stazioni attive su un percorso di 6 km. In seguito aprirono ulteriori 15 stazioni, e il sistema MRT venne inaugurato ufficialmente il 12 marzo 1988 dall'allora primo ministro  Lee Kuan Yew. Altre 21 stazioni furono aggiunte in seguito al sistema; il 6 luglio 1990 fu la volta della linea Boon Lay, lungo il percorso est-ovest, completando il progetto della rete di trasporto.
Dopo la prima fase, la MRT si è espansa ulteriormente. La prima è avvenuta nel 1996, con una spesa di 1,2 miliardi per l'estensione della linea North South fino a Woodlands, unendosi con la Branch Line, unendo così le stazioni di Yishun e Choa Chu Kang. L'aspirazione di avere linee ferroviarie che portassero le persone direttamente alle loro abitazioni portò alla realizzazione delle linee LRT. Il 6 novembre 1999, i primi treni LRT entrarono in operazione sulla linea LRT Bukit Panjang. Nel 2002, il nuovo aeroporto di Changi ebbe la sua stazione, assieme a quella di Expo, aggiunta al network. La linea North East, inaugurata il 20 giugno 2003, fu invece la prima gestita dalla sussidiaria SBS Transit, e una delle prime metropolitane pesanti a guida automatica del mondo. Il 15 gennaio 2006, fu aperta la stazione di Buangkok. L'estensione fino a Boon Lay della linea East West, consistente nelle stazioni di Pioneer e Joo Koon, fu inaugurata il 28 febbraio 2009. La Cicle Line aprì in 4 fasi diverse dal 28 maggio 2009 al 14 gennaio 2012, mentre la prima fase della linea Downtown fu inaugurata il 22 dicembre 2013 dal primo ministro  Lee Hsien Loong. La fase 2 venne portata a termine il 27 dicembre 2015 e aperta al pubblico il giorno dopo.

## Caratteristiche e percorsi
| Linea e colore                                          | Linea e colore | Apertura / Apertura prevista                 | Prossima estensione | Capolinea                | Capolinea            | Stazioni    | Lunghezza   | Deposito                                 | Operatore   | Scartamento | Elettrificazione     |
| In servizio                                             | In servizio    | In servizio                                  | In servizio         | In servizio              | In servizio          | In servizio | In servizio | In servizio                              | In servizio | In servizio | In servizio          |
| ------------------------------------------------------- | -------------- | -------------------------------------------- | ------------------- | ------------------------ | -------------------- | ----------- | ----------- | ---------------------------------------- | ----------- | ----------- | -------------------- |
| North South Line                                        |                | 7 novembre 1987                              | 2019                | Jurong East              | Marina South Pier    | 26          | 45          | Bishan Depot Ulu Pandan Depot            | SMRT Trains | 1435 mm     | Terza rotaia 750V CC |
| East West Line                                          |                | 12 dicembre 1987                             | 2016                | Pasir Ris Changi Airport | Joo Koon Tanah Merah | 35          | 57.2        | Ulu Pandan Depot Changi Depot Tuas Depot | SMRT Trains | 1435 mm     | Terza rotaia 750V CC |
| North East Line                                         |                | 20 giugno 2003                               | 2030                | HarbourFront             | Punggol              | 16          | 20          | Sengkang Depot                           | SBS Transit | 1435 mm     | Catenaria 1500 V     |
| Circle Line                                             |                | 28 maggio 2009                               | 2025                | Dhoby Ghaut Marina Bay   | HarbourFront         | 30†         | 35.7        | Kim Chuan Depot                          | SMRT Trains | 1435 mm     | Terza rotaia 750V CC |
| Downtown Line                                           |                | 22 dicembre 2013                             | 2017                | Bukit Panjang            | Chinatown            | 34          | 42          | Gali Batu Depot Kim Chuan Depot          | SBS Transit | 1435 mm     | Terza rotaia 750V CC |
| In progetto                                             |                |                                              |                     |                          |                      |             |             |                                          |             |             |                      |
| Thomson Line                                            |                | 2019 (Phase 1) 2020 (Phase 2) 2021 (Phase 3) | N.D.                | Woodlands North          | Gardens by the Bay   | 22          | 30          | Mandai Depot                             | N.D.        | 1435 mm     | Terza rotaia 750V CC |
| Eastern Region Line                                     |                | 2020                                         | N.D.                | N.D.                     | N.D.                 | 12          | 21          | Changi Depot                             | N.D.        | 1435 mm     | Terza rotaia 750V CC |
| Jurong Region Line                                      |                | 2025                                         | N.D.                | N.D.                     | N.D.                 | N.D.        | 20          | N.D.                                     | N.D.        | N.D.        | N.D.                 |
| Cross Island Line                                       |                | 2030                                         | N.D.                | N.D.                     | N.D.                 | N.D.        | 50          | N.D.                                     | N.D.        | N.D.        | N.D.                 |
| † con l'esclusione di Bukit Brown, che non è operativa. |                |                                              |                     |                          |                      |             |             |                                          |             |             |                      |